# Simplicia pannalis
Simplicia pannalis là một loài bướm đêm trong họ Noctuidae.